# Finsch' amazone
Finsch' amazone (Amazona finschi) is een amazonepapegaai uit de familie Psittacidae (papegaaien van Afrika en de Nieuwe Wereld). Het is een bedreigde, endemische vogelsoort van Mexico. Deze vogel is genoemd naar zijn ontdekker, de Duitse natuuronderzoeker Friedrich Hermann Otto Finsch.

## Kenmerken
Deze papegaai is 30,5 tot 34,5 cm lang. Het is een heldergroene vogel met een rode vlek op het voorhoofd en verder een licht lilakleurige kruin, waarvan het lila doorloopt tot de nek. De vleugelpunten van de handpennen zijn blauwachtig paars en er zit een rode vlek op de uiteinden van de armpennen. De snavel is hoornkleurig geel en de poten zijn lichtgrijs.

## Verspreiding en leefgebied
Deze soort is endemisch in het westen van Mexico. In de vorige eeuw reikte het verspreidingsgebied van het zuiden van de staat Sonora en het zuidwesten van Chihuahua tot in Oaxaca. Het leefgebied bestaat uit loofbossen langs de Pacifische kust tot op 2000 m boven zeeniveau,maar vooral in beboste dalen tussen de 600 en 1000 m. Meer dan 37% van het oorspronkelijke verspreidingsgebied is ongeschikt geworden.

## Status
Finsch amazone heeft nu nog een beperkt verspreidingsgebied en daardoor is de kans op uitsterven aanwezig. De grootte van de populatie werd in 2012 door BirdLife International geschat op 7 tot 10 duizend individuen en de populatie-aantallen nemen af door grootschalige jacht en vangst voor de (illegale) kooivogelhandel en door habitatverlies. Het leefgebied wordt aangetast door ontbossing waarbij natuurlijk bos wordt omgezet in gebied voor agrarisch gebruik. Om deze redenen staat deze soort als bedreigd op de Rode Lijst van de IUCN. Er geldt een verbod op de handel van in het wild gevangen papegaaien van deze soort, want die staat in de Bijlage I van het CITES-verdrag.